# Phyllodoce fakaravana
Phyllodoce fakaravana är en ringmaskart som beskrevs av Chamberlin 1919. Phyllodoce fakaravana ingår i släktet Phyllodoce och familjen Phyllodocidae. Inga underarter finns listade i Catalogue of Life.